# مارتن بوجوالد
مارتن بوجوالد (بالألمانية: Martin Bojowald)‏ (18 فبراير 1973-) عالم فيزياء ألماني يعمل الآن في كلية الفيزياء بولاية بنسلفانيا، حيث هو عضو في معهد الجاذبية والكون.

## نبذة
قبل انضمامه إلى ولاية بنسلفانيا، أمضى عدة سنوات في معهد ماكس بلانك لفيزياء الجاذبية في بوتسدام، ألمانيا. يعمل على الجاذبية الكمومية الحلقية وعلم الكونيات الفيزيائي ويُنسب إليه الفضل في إنشاء المجال الفرعي لعلم الكونيات الكمومي الحلقي .

## الروابط الخارجية
- حلقة علم الكونيات الكمومية
- غياب التفرد في علم الكونيات الكمومي الحلقي
- المنشورات في أرخايف